# 沖縄県道9号線
沖縄県道9号線（おきなわけんどう9ごうせん）は沖縄県国頭郡大宜味村字津波と字田港とを結ぶ一般県道。

## 概要

### 区間
- 起点：国頭郡大宜味村字津波（国道58号）
- 終点：国頭郡大宜味村字田港（国道331号）
- 総延長：3.5km（実延長も同じ）

### 通過自治体
- 国頭郡大宜味村

### 交差する路線
- 国道58号（起点）
- 国道331号（終点）

### トンネル
- 白浜トンネル
- 半崎トンネル

### バス
- 東村コミュニティバス（平日：高江・大宜味線、土休日：平良・大宜味線）が全区間通過する。なお、当路線内にバス停は設置されていない。

## 歴史
- 1953年（昭和28年）に琉球政府道1号線として指定。当時は名護から国頭方面へ向かうのは塩屋湾を迂回していた。
- 1963年（昭和38年）に初代塩屋大橋（現在の橋は1999年（平成11年）開通の2代目）が開通。これにともない塩屋湾を迂回していた1号線（現国道58号）は宮城島と塩屋大橋を経由するルートに変更。旧道のうち津波 - 田港間が政府道9号線となる（田港 - 塩屋は政府道4号線に編入される）。
- 1972年（昭和47年）の本土復帰と同時に琉球政府道9号線が県道9号線となる。
- 1980年代、終点付近の県道東大宜味線（県道80号・現国道331号）とを短絡する田港大橋が開通。その後1990年代半ば以降白浜・半崎両トンネルが相次いで開通。